# Marcin Bielski

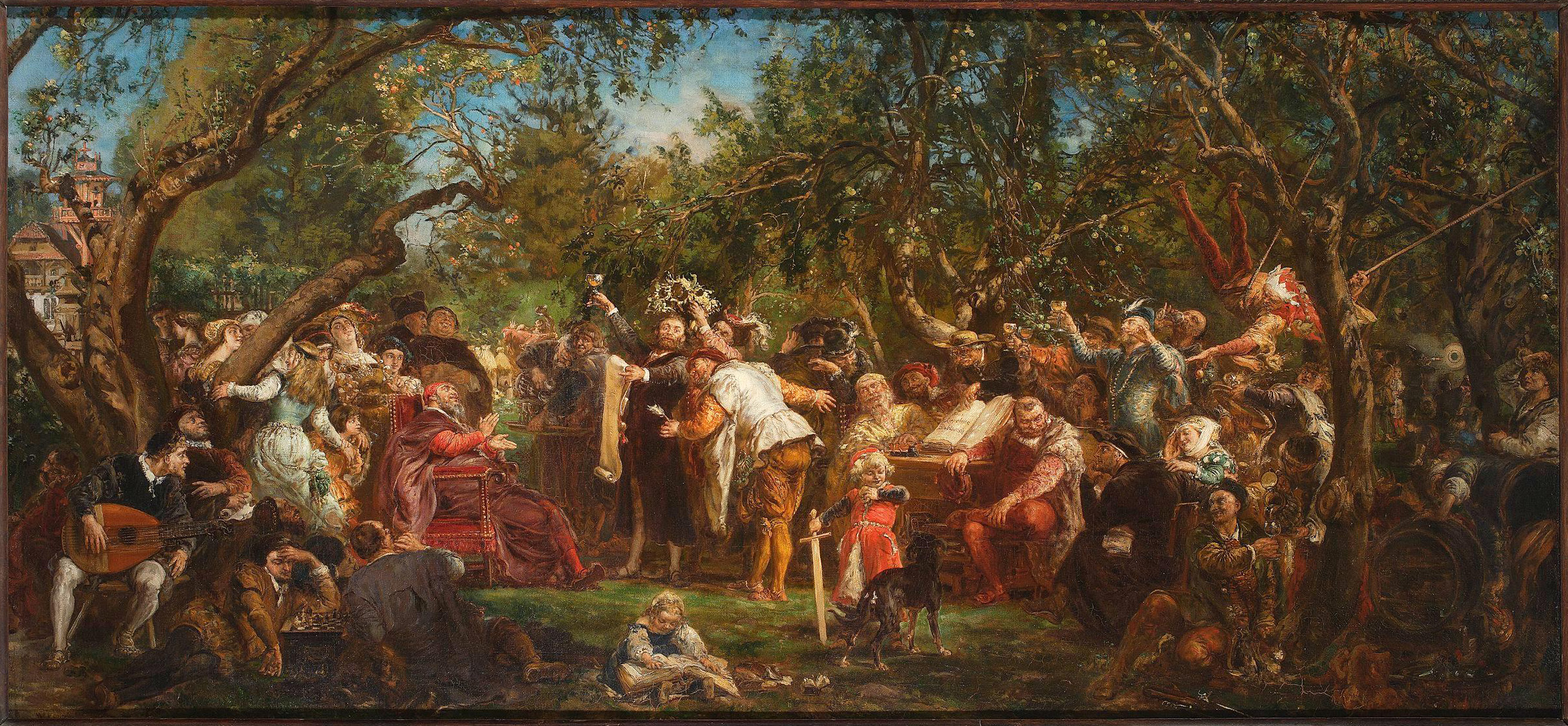
Jan Matejko Rzeczpospolita Babińska, 1881, Muzeum Narodowe w Warszawie, na obrazie Stanisław Pszonka w koronie ze słoneczników, arcybiskup gnieźnieński Mikołaj Dzierzgowski siedzi w fotelu, poeta i sekretarz królewski Andrzej Trzecieski z piórem w ręku obok Pszonki, wojewoda lubelski Piotr Firlej siedzi przy stoliku, Andrzej Frycz Modrzewski siedzi obok Firleja, Piotr Kaszowski w słomianym kapeluszu, Mikołaj Rej wsparty o stolik, ksiądz i pisarz Stanisław Orzechowski rozmawia z Rejem, jego żona Magdalena Chełmska huśta się obok, lutnista królewski Valentin Bakfark i lekarz-filozof Sebastian Petrycy siedzą na lewo pod drzewem, Jan Kochanowski z kronikarzem Marcinem Bielskim grają w szachy, heraldyk Bartosz Paprocki siedzi roześmiany za grającymi w szachy, ze wzniesionymi kielichami stoją magnaci: Jan Łaski, Mikołaj Oleśnicki i stolnik sandomierski Stanisław Lupa Podlodowski

Marcin Bielski, Marcin Wolski herbu Prawdzic (ur. ok. 1495 w Białej, zm. 18 grudnia 1575 tamże) – żołnierz, historyk, renesansowy poeta satyryczny, pisarz i tłumacz, ojciec Joachima Bielskiego.

## Życiorys
Był prawdopodobnie samoukiem. Wiedzę zdobywał początkowo na dworze Janusza, księcia mazowieckiego. Później, jako dworzanin Piotra Kmity, mógł korzystać z bogatego księgozbioru swego chlebodawcy. Uczestniczył w walkach z Tatarami w 1524 i 1534. Był żołnierzem obrony potocznej, towarzyszem jazdy w chorągwi rotmistrza Stanisława Balickiego, wziął udział w bitwie z Wołochami pod Obertynem (1531). Przez dłuższy okres mieszkał w Krakowie. Tu uległ wpływom reformacji i żywił doń sympatię do końca życia, choć nigdy nie zerwał z Kościołem katolickim. W 1540 opuścił Kraków, osiadł we wsi rodzinnej, gdzie wkrótce poślubił dziedziczkę dóbr (p. Siemikowska-Okszycówna) w Białej Szlacheckiej (dzisiejszy powiat pajęczański). Od nazwy wsi przyjął nazwisko Bielski. Więcej czasu poświęcał zajęciom literackim niźli gospodarskim. W wieku 80 lat pracował jeszcze nad IV wydaniem swej kroniki, którą syn Joachim uzupełniał i kontynuował. Zmarł 18 grudnia 1575, pochowany został w pobliskim Pajęcznie. W 1603 roku jako autor trafił do pierwszego polskiego Indeksu Ksiąg Zakazanych powstałego z inicjatywy biskupa Bernarda Maciejowskiego.

## Działalność literacka
Pierwocinami literackimi Bielskiego były Żywoty filozofów wydane w 1535. Utwór, będący przekładem czeskiego tekstu Mikuláša Konáča z 1514, przedstawiał życiorysy i poglądy filozofów i pisarzy antycznych, średniowiecznych, Ojców Kościoła, a także postaci legendarnych. Dzieło kronikarskie Bielskiego, Kronika wszytkiego świata, ukazała się po raz pierwszy w 1551. Utwór opisywał historię świata od czasów Starego Testamentu, poprzez starożytny Rzym, starożytną Grecję, wydarzenia Nowego Testamentu, średniowiecze i wydarzenia współczesne autorowi do 1550. W 1557 wydał Komedyję Justyna i Konstancyjej, jeden z ciekawszych moralitetów polskiego renesansu. Bielski był także autorem kilku zróżnicowanych stylistycznie satyr: Sen majowy pod gajem zielonym jednego pustelnika, Sjem niewieści, Rozmowa nowych proroków dwu baranów o jednej głowie, wydanych po raz pierwszy w 1566/1567. Po śmierci Bielskiego syn Joachim wydał w 1597 dzieło zatytułowane Kronika polska – przerobioną i uzupełnioną przez siebie Kronikę wszytkiego świata.

### Ważniejsze utwory
- Kronika wszytkiego świata, wyd. Kraków: 1551, 1554, 1564, Wersja cyfrowa w Polonie
- Kronika polska, wyd. Kraków, 1597, wersja cyfrowa w Polonie
- Komedyja Justyna i Konstancyjej, wyd. Kraków, 1557, drukarnia M. Wirzbięta
- Sen majowy pod gajem zielonym jednego pustelnika (1566), wyd. Kraków, 1566/1567, drukarnia M. Siebeneicher Wersja cyfrowa w CBN Polona
- Sejm niewieści (1565), wyd. Kraków, 1566/1567, drukarnia M. Siebeneicher Wersja cyfrowa w CBN Polona (w opracowaniach spotykana jest też uwspółcześniona wersja tytułu Sejm niewieści)
- Rozmowa nowych proroków dwu baranów o jednej głowie (1566), wyd. Kraków, 1566/1567, drukarnia M. Siebeneicher Wersja cyfrowa w CBN Polona
- Sprawa rycerska, wyd. Kraków, 1569, drukarnia M. Siebeneicher Wersja cyfrowa w Polonie

### Ważniejsze przekłady
- M. Konáč Żywoty filozofów, to jest mędrców nauk przyrodzonych, wyd. Kraków, 1535, drukarnia F. Ungler
- opracowanie pierwszego pełnego katolickiego przekładu Nowego Testamentu, na podstawie anonimowego tłumaczenia średniowiecznego (1556, Kraków)

### Materiały
- Podobizna autografu z 1552 (w: A. Pawiński Tygodnik Ilustrowany, nr 220 z 1880)
- Dokumenty dot. spraw majątkowych z 1559-1574 (w: T. Wierzbowski, Materiały do dziejów piśmiennictwa polskiego t. 1, Warszawa 1900)

## Upamiętnienie
Uwieczniony na obrazie Jana Matejki pt. Rzeczpospolita Babińska.
Od 24 listopada 1961 ulica w Warszawie, na terenie obecnej dzielnicy Wola, nosi nazwę ulicy Marcina Bielskiego.

### Literatura dodatkowa
- Ignacy Chrzanowski: Bielski Marcin. W: Polski Słownik Biograficzny. T. 2: Beyzym Jan – Brownsford Marja. Kraków: Polska Akademia Umiejętności – Skład Główny w Księgarniach Gebethnera i Wolffa, 1936, s. 64–66. Reprint: Zakład Narodowy im. Ossolińskich, Kraków 1989, ISBN 83-04-03291-0